# Condado de Cifuentes
El condado de Cifuentes es un título nobiliario español creado en fecha desconocida de abril de 1456 por el rey Enrique IV de Castilla a favor de Juan de Silva y Meneses. Se le concedió la grandeza de España el 24 de abril de 1717 por Felipe V de España.

## Denominación
Su nombre se refiere al municipio castellano-manchego de Cifuentes, en la provincia de Guadalajara.

## Historia de los condes de Cifuentes

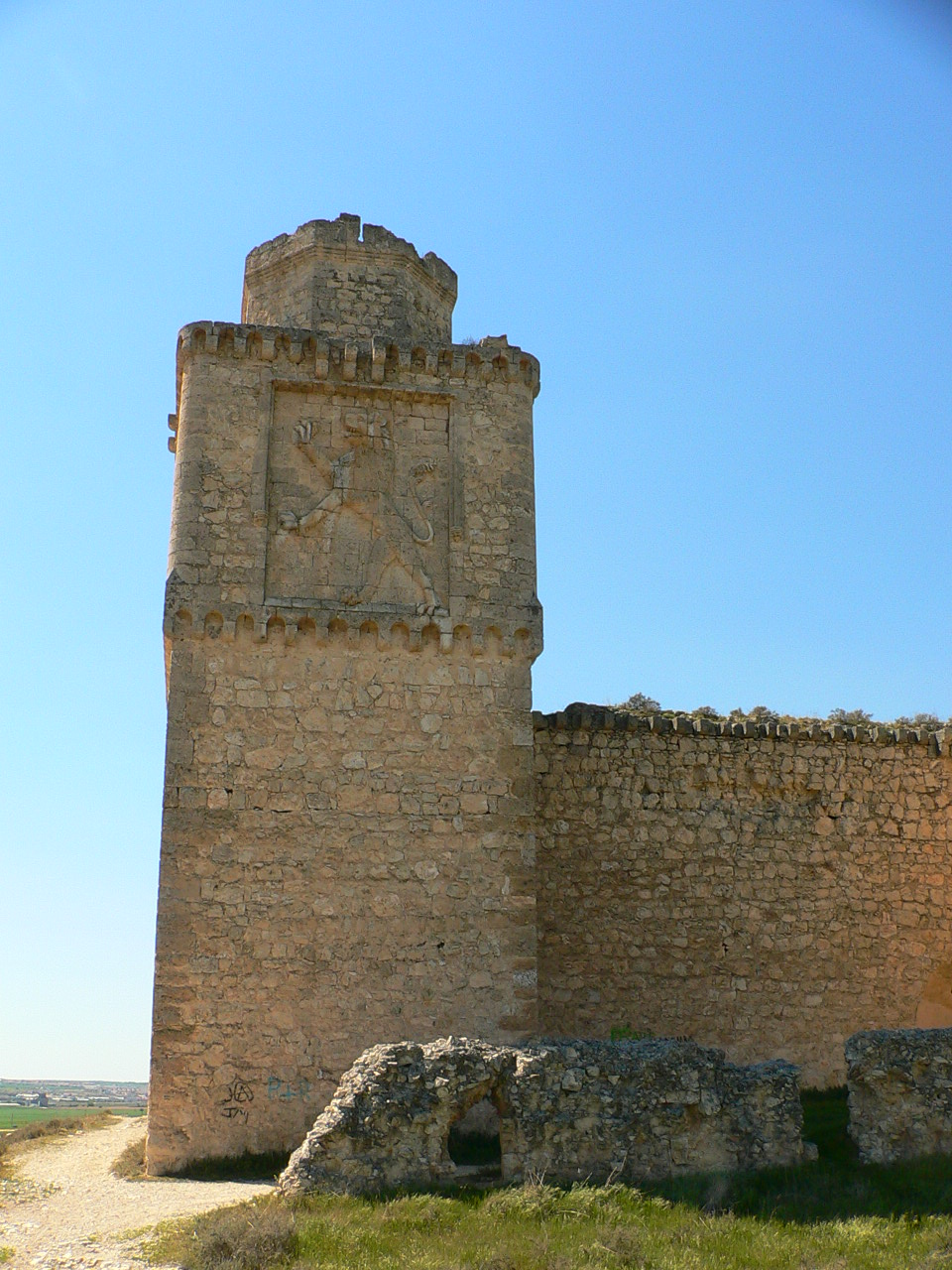
Torreón en el castillo de Barcience, en la provincia de Toledo, construido por Juan de Silva, primer conde de Cifuentes, a mediados del, con el escudo heráldico de los Silva afincados en España.

- Juan de Silva y Meneses (1399-27 de septiembre de 1464), I conde de Cifuentes en abril de 1456, I señor de Montemayor, alférez mayor de Castilla. El condestable Álvaro de Luna le traspasó la tenencia de la fortaleza de Cifuentes que el rey Juan II le había entregado en 1427,[2] y en 1431 el mismo rey le hizo merced a Juan de Silva de su «villa de Cifuentes y su tierra con su castillo y fortaleza y con su término y distrito».[3] Recibió oficialmente el título de conde de Cifuentes el 23 de febrero de 1456 aunque lo pudo haber utilizado anteriormente, entre abril y mayo de 1455.[4][a]

Casó en primeras nupcias, en 1428, con Leonor de Acuña, hija de Lope Vázquez de Acuña, I señor de Buendía, y de su esposa Teresa Carrillo, y en segundas en 1436 con Inés de Ribera, hija de Diego Gómez de Ribera, II adelantado mayor de Andalucía y notario mayor de Andalucía, y de su esposa Beatriz Portocarrero. Su hijo del segundo matrimonio, Juan de Ribera —quien, por los mayorazgos que heredaria de su madre, era obligado a llevar su apellido—, heredó Montemayor del Río. Le sucedió en el condado un hijo del primer matrimonio:
- Alfonso de Silva y Acuña (1429-18 de septiembre de 1469), II conde de Cifuentes y alférez mayor de Castilla. Reconoció la sucesión y juró lealtad a la princesa de Asturias, Isabel, futura Isabel la Católica el 30 de noviembre de 1468.[6]

Contrajo un primer matrimonio con Isabel de Castañeda, hija de Juan Rodríguez de Castañeda, señor de Fuentidueña, y de su esposa Juana de Guzmán, señora de Palos de la Frontera. Isabel falleció el 21 de octubre de 1462 y, dos años más tarde, el 1 de agosto de 1464, el II conde de Cifuentes ya aparece casado con su segunda esposa, Beatriz Pacheco, la hija mayor, aunque fuera de matrimonio, de Juan Pacheco con Catalina Ludeña, y viuda de Rodrigo Portocarrero, I conde de Medellín. Le sucedió un hijo del primer matrimonio:
- Juan de Silva y Castañeda (1452-12 de febrero de 1512), III conde de Cifuentes, alférez mayor de Castilla, capitán general de Sevilla y presidente del Consejo de Castilla.

Casó, en 1473, con Catalina de Toledo (m. 1525), hija de Fernán Álvarez de Toledo, IV señor de Oropesa. Le sucedió su hijo:
- Fernando de Silva y Álvarez de Toledo, (m. 16 de septiembre de 1545), IV conde de Cifuentes, alférez mayor de Castilla, mayordomo mayor de la emperatriz y embajador en Roma. Se casó con Catalina de Andrade, hija de Fernando de Andrade, señor de Puentedeume y Ferrol y Francisca de Zúñiga y Ulloa, segunda condesa de Monterrey.[7] Le sucedió su hijo:[1]

- Juan de Silva y Andrade, (h. 1510-27 de abril de 1556), V conde de Cifuentes, alférez mayor de Castilla.[1]

Contrajo matrimonio, en 1541, con Ana de Ayala y Monroy. Le sucedió su hijo:
- Fernando de Silva (m. 14 o 21 de mayo de 1590),[1][8] VI conde de Cifuentes y alférez mayor de Castilla.[1]

Casó en primeras nupcias, en 1563, con María Pardo de la Cerda (m. 1566), y en segundas nupcias, el 13 de agosto de 1571, con Blanca de la Cerda (m. antes del 8 de marzo de 1605), hija de Juan de la Cerda y Silva, IV duque de Medinaceli. Le sucedió un hijo del segundo matrimonio:
- Juan Baltasar de Silva y de la Cerda (6 de enero de 1581-21 de enero de 1602),[9] VII conde de Cifuentes y alférez mayor de Castilla.[b]

Casó en primeras nupcias, en 1595, con Francisca de Rojas, fallecida el mismo año, y en segundas con Jerónima de Ayala, sin sucesión en ninguno de sus matrimonios. Le sucedió su hermana:
- Ana de Silva y de la Cerda (Milán, 1587-29 de marzo de 1606), VIII condesa de Cifuentes.[1]

Contrajo matrimonio después del 19 de septiembre de 1603 con Juan Manuel de Padilla, II conde de Santa Gadea. Al no tener descendencia, sucedió un pariente de una rama colateral. Después de la muerte de la condesa Ana de Silva, se entabló un pleito entre varios pretendientes al título, siendo los principales Ruy Gómez de Silva, III duque de Pastrana y Pedro Girón de Silva, bisnieto del II conde de Cifuentes. Por sentencia del 1 de julio de 1620 de la Chancillería de Valladolid, el título recayó en Pedro Girón de Silva aunque varias heredades incorporadas a mayorazgos de los que no eran sus ancestros directos fueron adjudicados Ruy Gómez de Silva.
- Pedro Girón de Silva (m. 2 de septiembre de 1624), IX conde de Cifuentes.[1]

Casó en primeras nupcias con Ana de Alarcón y en segundas con Mariana Dávalos y Benavides. Le sucedió un hijo del segundo matrimonio:
- Alonso José de Silva Girón (m. 10 de diciembre de 1644), X conde de Cifuentes y alférez mayor de Castilla.

No tuvo descendencia y le sucedió un pariente de una rama colateral:
- Fernando Jacinto de Silva y Meneses (o de Meneses Silva)[14] (m. 25 de agosto de 1659), XI conde de Cifuentes y I marqués de Alconchel, sobrino nieto del IX conde,[15] hijo de Luis de Padilla y Meneses y de Juana Pacheco de Silva Girón y Alarcón.[16]

Casó, el 5 de noviembre de 1637, con Isabel Ana de Padilla Gaytán (m. 8 de abril de 1653). Le sucedió su hijo:
- Pedro Félix José de Silva y Meneses[17](m. 3 de abril de 1697), XII conde de Cifuentes, II marqués de Alconchel,[16] alférez mayor de Castilla, capitán general de Andalucía, y virrey de Valencia.

Contrajo matrimonio en Madrid (San Martín) el 10 de marzo de 1660 con Elena Fernández de Córdoba y Castilla (m. 5 de octubre de 1684), marquesa de Masebradi. Le sucedió su hijo:
- Fernando de Silva y Meneses (Villarejo de Fuentes, 23 de julio de 1663-24 de diciembre de 1749), XIII conde de Cifuentes,[17] grande de España, III marqués de Alconchel,[16] alférez mayor de Castilla y capitán general de las galeras de España. Durante la Guerra de sucesión española, primero apoyó al rey Felipe V pero después al archiduque Carlos quien el 24 de abril de 1717, concedió la grandeza de España en Viena, donde el conde de Cifuentes se había exiliado.[17]

Casó en primeras nupcias, el 26 de octubre de 1701, con Josefa de Velasco de la Cueva (m. 21 de julio de 1727), IV condesa de Valverde y IV marquesa de Santacara. Contrajo un segundo matrimonio, el 5 de septiembre de 1728, con la condesa Catalina Luisa Rabatta Stralsoldo (m. 1781), hija de los condes alemanes de Stralsoldo. Le sucedió su hijo del segundo matrimonio:
- Juan de Silva Rabatta y Meneses,[1] también llamado Juan de Silva Meneses y Pacheco,[21] (m. 2 de marzo de 1792), XIV conde de Cifuentes, grande de España de primera clase, IV marqués de Alconchel,[16] alférez mayor de Castilla, presidente del Consejo de Castilla, teniente general de los reales ejércitos, capitán general de Mallorca y presidente de su Real Audiencia, embajador en Portugal, gentilhombre de cámara con ejercicio, caballero de la Orden del Toisón de Oro y gran cruz de la Orden de Carlos III.

Casó en primeras nupcias, el 14 de agosto de 1755, con María Sinforosa de Carvajal y Zúñiga (m. 28 de diciembre de 1761) y en segundas, el 16 de abril de 1763, con María Bernarda González de Castejón, natural de Ágreda. Le sucedió su hija del segundo matrimonio:
- María Luisa de Silva y González de Castejón (Madrid, 23 de diciembre de 1775-18 de julio de 1825), XV condesa de Cifuentes, IX marquesa de Gramosa, dos veces grande de España, V marquesa de Alconchel,[16] dama noble de la Orden de María Luisa.[22]

Contrajo matrimonio, el 2 de octubre de 1784, con Juan Bautista de Queralt de Reart y de Pinós (Barcelona, ¿?-7 de octubre de 1803), VII conde de Santa Coloma, grande de España, V marqués de Albolote y III de Besora, caballero de la Gran Cruz de la Orden de Carlos III y gentilhombre de cámara del rey. Le sucedió su hijo:
- Juan Bautista de Queralt y Silva (Barcelona, 18 de marzo de 1786-13 de marzo de 1865),[21] XVI conde de Cifuentes, VIII conde de Santa Coloma,[1] VI marqués de Alconchel,[16] IV marqués de Lanzarote, X de Gramosa, tres veces grande de España, VI marqués de Albolote, IV marqués de Besora, etc.[22] Fue prócer, caballero de la Orden del Toisón de Oro, gran cruz de la Orden de Carlos III, teniente coronel de los reales ejércitos, senador del Reino y mayordomo mayor de la reina Isabel II de España.[1]

Casó en primeras nupcias, en Madrid el 16 de mayo de 1805, con María del Pilar Bucarelli y Silva, V marquesa de Vallehermoso, IX condesa de Fuenclara, dos veces grande de España, y VII condesa de Gerena, hija de Luis Bucarelli y Bucarelli, VI conde de Gerena, y de María del Rosario de Silva y Fernández de Miranda, VII condesa de Fuenclara, grande de España, duquesa de Arenberg, dama noble de la Orden de María Luisa. Contrajo un segundo matrimonio, alrededor del 28 de abril de 1835, con María Francisca de Cabanyes y del Castillo.  Le sucedió un hijo del primer matrimonio:
- Juan Bautista de Queralt y Bucarelli (Sevilla, 8 de octubre de 1814-Biarritz, 17 de abril de 1873), XVII de Cifuentes, IX conde de Santa Coloma, X conde de las Amayuelas,[24][1] y X de Fuenclara, XVII marqués de Cañete, X de Gramosa y VI de Vallehermoso, siete veces grande de España, marqués de Albaserrada, de Albolote, VII Alconchel,[16] Besora, etc.[24]

Casó, el 29 de diciembre de 1835, con María Dominga Bernaldo de Quirós y Colón de Larreátegui (5 de enero de 1816-22 de agosto de 1884), miembro de la casa ducal de Veragua, hija de Antonio María Bernaldo de Quirós Rodríguez de los Ríos –marqués de Monreal y de Santiago– y de Hipólita Colón de Larreátegui. Le sucedió su hijo en todos los «títulos, estados, mayorazgos, vínculos, patronatos, regalías y demás derechos y bienes vinculados» según las disposiciones testamentarias de su madre. Le sucedió su hija:
- María de los Dolores de Queralt y Bernaldo de Quirós (Madrid, 22 de febrero de 1854 (o el 16 de septiembre de 1859)-6 de noviembre de 1942),[25] XVIII condesa de Cifuentes, grande de España.

Casó, el 28 de septiembre de 1875, con su primo hermano, Joaquín Casani (Cassani) y Bernardo de Quirós (Madrid, 13 de septiembre de 1850-Madrid, 1 de junio de 1912), VII conde de Giraldeli, V conde de Cron y VIII barón de Lardies, caballero de la Orden de Santiago. De este matrimonio nacieron trece hijos, pero todos fallecieron antes que su madre sin heredar el título condal. El primogénito fue Juan Bautista Casani y Queralt Bernardo de Quirós (Madrid, 22 de febrero de 1876-Madrid, 12 de febrero de 1922), VIII conde de Giraldeli, VI conde de Cron, IX barón de Lardies, y caballero de la Orden de Santiago. Casó, el 8 de diciembre de 1903 en Madrid, con María del Milagro Carvajal y Osorio, II marquesa de San Román, hija de Pedro Alcántara de Carvajal y Fernández de Córdoba, IX marqués de Navamorcuende, y María de Montserrat Osorio y Heredia. Juan Bautista y María del Milagro fueron padres de siete hijos. El primogénito, Mariano, fue el que sucedió a su abuela en 1945:
- Mariano de las Mercedes Casani y Carvajal (m. 9 de enero de 1987), XIX conde de Cifuentes.[28] En 1935 ingresó en el seminario de Comillas para seguir la carrera eclesiástica.[29]

Le sucedió su sobrino, hijo de su hermana María del Pilar Casani y Carvajal –a quien su hermano Mariano había cedido el título de la baronía de Lardies– que se había casado con Jaime de Berenguer y Maldonado;
- Juan de Berenguer y Casani, XX conde de Cifuentes, IV marqués de San Román, título rehabilitado el 29 de octubre de 1987,[32] conde de Cron.[33]

Contrajo un primer matrimonio, el 27 de marzo de 1967, con María del Carmen de Santiago y Morales de los Ríos. Volvió a casar el 18 de diciembre de 1984 con María Rebeca Viota López de Linares. Cedió el título a su hijo del primer matrimonio:
- Jaime María de Berenguer y de Santiago, XXI conde de Cifuentes, grande de España.[34] Concejal del ayuntamiento de Madrid (2011-2015) y diputado de la asamblea de Madrid en la XI legislatura. doctor en Psicología, Premio Extraordinario de Tesis Doctoral y profesor en la Universidad Autónoma de Madrid.

Contrajo matrimonio, el 10 de septiembre de 2004, con Gema Belén Lazcano Sánchez.